# Jacob Fincham-Dukes
Jacob Fincham-Dukes (12 de enero de 1997) es un deportista británico que compite en atletismo. Ganó una medalla de plata en el Campeonato Europeo Sub-20 de 2015, en la prueba de salto de longitud.